# Cotalara (Ort)
Cotalara (Kotalara) ist ein osttimoresischer Ort im Suco Loidahar (Verwaltungsamt Liquiçá, Gemeinde Liquiçá). Das Zentrum des Dorfes liegt im Süden der Aldeia Cotalara in einer Meereshöhe von 569 m, direkt an der westlichen Grenze zur Aldeia Manucol-Hata. Der Ortskern liegt entlang der Spitze des Bergkamms. Dem Kamm folgt eine Straße. Die Häuser reihen sich auf der Ostseite der Straße auf. Nach Norden liegen weit verstreut viele einzeln stehende Häuser. Westlich befindet sich der Ort Soatala, südlich die Orte Manucol-Hata und Hatululi.